# Thuốc kháng folate
Antifolates là một nhóm thuốc chống chuyển hóa có tác dụng đối kháng (nghĩa là ngăn chặn) các hoạt động của axit folic (vitamin B 9). Chức năng chính của axit folic trong cơ thể là đồng yếu tố của các methyltransferase khác nhau liên quan đến sinh tổng hợp serine, methionine, thymidine và purine. Do đó, antifolates ức chế sự phân chia tế bào, tổng hợp DNA / RNA và sửa chữa và tổng hợp protein. Một số như proarchil, pyrimethamine và trimethoprim ức chế chọn lọc hành động của folate trong các vi sinh vật như vi khuẩn, động vật nguyên sinh và nấm. Phần lớn các antifolate hoạt động bằng cách ức chế dihydrofolate reductase (DHFR).

## So sánh các tác nhân có sẵn
| Thuốc uống    | Lớp học                          | Mục tiêu dược lý               | Tác dụng ức chế tủy | Mang thai ở Mỹ | Chỉ định | Tác dụng phụ đáng chú ý |
| ------------- | -------------------------------- | ------------------------------ | ------------------- | -------------- | --- | --- |
| Methotrexate  | Chống ung thư & ức chế miễn dịch | Động vật có vú                 | +++                 | X              | Các khối u ác tính (đặc biệt là các khối u ác tính về huyết học và u xương), mang thai ngoài tử cung và các tình trạng tự miễn (đặc biệt là viêm khớp dạng thấp, bệnh vẩy nến, bệnh u hạt với viêm đa giác mạc, hội chứng Goodpasture, v.v.) | Suy thận hoặc gan, hội chứng Stevens-Johnson, hoại tử biểu bì độc hại, nhiễm trùng, thiếu máu bất sản, nhiễm trùng cơ hội và ảnh hưởng GI.                                                                  |
| Pemetrexed    | Chống ung thư                    | Động vật có vú DHFR, TS, GARFT | +++                 | D              | Ung thư biểu mô tế bào phổi không phải tế bào nhỏ & u trung biểu mô | Buồn nôn, nôn, khó thở, táo bón, đau ngực, tiêu chảy, sụt cân, viêm miệng, phát ban, sốt, bệnh thần kinh ngoại biên, mất nước, suy thận, hội chứng Stevens-Johnson, hoại tử biểu bì độc hại và đa hồng cầu. |
| Proarchil     | Thuốc chống sốt rét              | Động vật nguyên sinh           | +/-                 | C              | Sốt rét, phòng và điều trị | Đau bụng, nhức đầu, tăng LFT, đau cơ, buồn nôn, nhiễm trùng cơ hội, tiêu chảy, nôn mửa, v.v. Hội chứng Stevens-Johnson ít gặp hơn, hoại tử biểu bì độc hại, mất bạch cầu hạt, suy gan, sốc phản vệ, v.v.    |
| Pyrimethamine | Chống độc                        | Động vật nguyên sinh           | +/-                 | C              | Sốt rét, bệnh toxoplasmosis và viêm phổi do pneumocystis jiroveci. | Hội chứng Stevens-Johnson, hoại tử biểu bì độc hại, mất bạch cầu hạt và thiếu máu bất sản. |
| Trimethoprim  | Kháng khuẩn phổ rộng             | DHFR vi sinh vật               | +/-                 | C              | Nhiều (đặc biệt khi kết hợp với sulfonamid, sulfamethoxazole); điều trị & điều trị dự phòng viêm phổi do pneumocystis jiroveci, sốt rét và bệnh toxoplasmosis. Điều trị melioidosis, shigellosis, listeria, nhiễm trùng đường tiết niệu, đợt cấp tính nhiễm trùng cấp tính của viêm phế quản mãn tính, dự phòng nhiễm trùng ở những người dương tính với HIV, cyclospora protozoa, v.v. | Hội chứng Stevens-Johnson, hoại tử biểu bì độc hại, mất bạch cầu hạt và thiếu máu bất sản. |

## Cơ chế
Nhiều chất chủ yếu là chất ức chế DHFR, nhưng raltitrexed là chất ức chế thymidylate synthase, và pemetrexed ức chế cả enzyme và enzyme thứ ba.
Antifolates hoạt động đặc biệt trong quá trình tổng hợp DNA và RNA, và do đó gây độc tế bào trong pha S của chu kỳ tế bào. Do đó, chúng có tác dụng độc hại lớn hơn đối với các tế bào phân chia nhanh chóng (như tế bào ác tính và tế bào tủy và GI & niêm mạc miệng), sao chép DNA của chúng thường xuyên hơn, do đó ức chế sự tăng trưởng và tăng sinh của các tế bào không ung thư này cũng như gây ra tác dụng phụ được liệt kê.

## Hạn chế

### Tác dụng phụ
Tác dụng chống đông đặc biệt nhắm vào các tế bào phân chia nhanh và có xu hướng có tác dụng phụ trên tủy xương, da và tóc. Vì folate rất quan trọng trong ba tháng đầu của thai kỳ để phát triển thai nhi khỏe mạnh, việc sử dụng thuốc chống đông máu bị chống chỉ định mạnh trong thai kỳ và có nguy cơ gây quái thai đáng kể.
Methotrexate liều thấp có thể làm cạn kiệt các cửa hàng folate và gây ra tác dụng phụ tương tự như thiếu folate. Cả chế độ ăn nhiều folate và axit folic bổ sung có thể giúp giảm tác dụng phụ độc hại của methotrexate liều thấp mà không làm giảm hiệu quả của nó. Bất cứ ai dùng methotrexate liều thấp cho các vấn đề sức khỏe được liệt kê ở trên nên tham khảo ý kiến bác sĩ về sự cần thiết phải bổ sung axit folic.

### Kháng chiến
Mặc dù vai trò của folate như là một phương pháp điều trị ung thư đã được thiết lập tốt, nhưng hiệu quả lâu dài của nó bị giảm đi do phản ứng của tế bào. Để đáp ứng với giảm tetrahydrofolate (THF), tế bào bắt đầu phiên mã nhiều chất khử DHF, enzyme làm giảm DHF thành THF. Vì methotrexate là một chất ức chế cạnh tranh của DHF reductase, tăng nồng độ của DHF reductase có thể khắc phục được sự ức chế thuốc.
Nhiều loại thuốc mới đang được phát triển để giảm kháng thuốc antifolate.

## Hình ảnh

Axít folic
Methotrexate
Pemetrexed
Raltitrexed
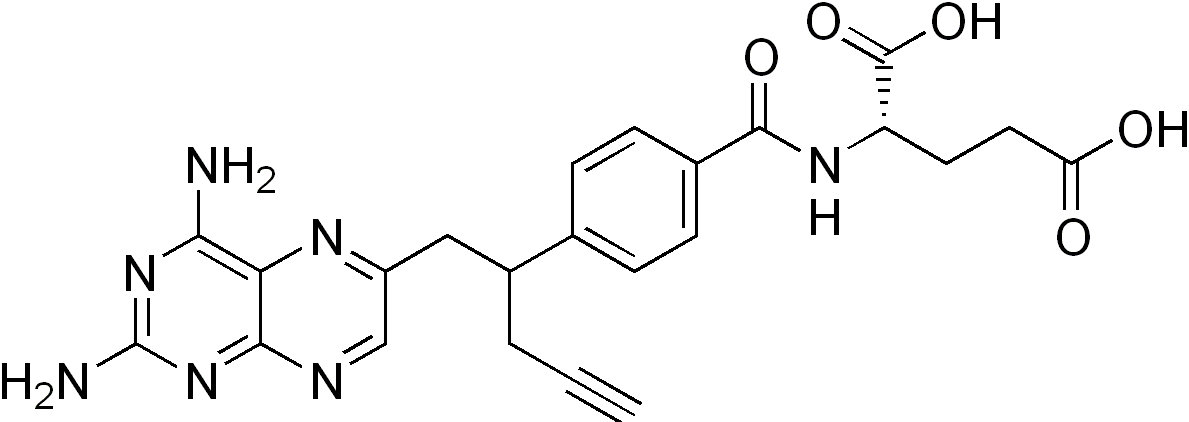
Pralatrexate

## Thuốc tình cờ đối kháng folate
Tên antifolate thường dùng để chỉ các thuốc mà sự đối kháng folate là có chủ ý. Ngược lại, có một số loại thuốc khác, thuộc một số nhóm thuốc, đối kháng với folate một cách tình cờ, là một tác dụng phụ, dù nhẹ hay nặng. Tác dụng này thường không được chú ý ngoại trừ khi nó gây ra khuyết tật ống thần kinh ở thai nhi do người phụ nữ mang theo thuốc. Những loại thuốc này bao gồm một số thuốc chống co giật (axit valproic, carbamazepine, phenobarbital, phenytoin và primidone) và trimethoprim. Lamotrigine cũng là một thuốc chống co giật với các tác dụng chống folate đã được biết đến (từ thử nghiệm in vitro).